# Maikol Demetz
Maikol Demetz (* 21. März 1993) ist ein italienischer Biathlet.
Maikol Demetz lebt in St. Christina in Gröden und startet für Gruppo Sciatori Fiamme Gialle. Der Südtiroler Sportsoldat der Finanzwache bestritt seine ersten internationalen Meisterschaften mit den Juniorenweltmeisterschaften 2011 in Nové Město na Moravě, wo er Rang neun in der Verfolg das beste Ergebnis in den Einzelrennen war. Mit der Staffel gewann er gemeinsam mit Benjamin Plaickner und Thierry Chenal die Silbermedaille. Ein Jahr später waren in Kontiolahti ebenfalls Verfolger und Staffel die besten Rennen, in beiden wurde Demetz Fünfter. 2013 waren die Juniorenrennen der Sommerbiathlon-Weltmeisterschaften einzige internationale Meisterschaften. Im Sprintrennen verpasste er als Elftplatzierter knapp die Top Ten, in der Mixed-Staffel gewann er mit Carmen Runggaldier, Lisa Vittozzi und Andreas Plaickner die Bronzemedaille. 2014 trat Demetz zunächst bei den Juniorenrennen der Europameisterschaften an und gewann im Sprintrennen hinter Raman Jaliotnau und Adam Václavík die Bronzemedaille. Beste Ergebnisse bei den Juniorenweltmeisterschaften 2014 in Presque Isle wurden die Plätze 30 und 29 in Sprint und Verfolgung.
Bei den Männern gab Demetz sein Debüt 2014 in Obertilliach im IBU-Cup, wo er nach einem 70. Rang im Einzel als 21. und 31. in zwei Sprintrennen erste Punkte gewann. In Oberhof folgte zu Beginn des Jahres 2015 das Debüt im Weltcup, bei dem Demetz mit Christian De Lorenzi, Thomas Bormolini und Dominik Windisch 14. mit der Staffel sowie 82. im Sprint wurde. Erstes internationales Großereignis bei den Männern wurden die Europameisterschaften 2015 in Otepää, bei denen der Italiener 35. des Einzels, 50. des Sprints und 56. der Verfolgung wurde.
Bei den Militär-Skiweltmeisterschaften 2014 am Lavazèjoch wurde Demetz 59. über 10 Kilometer Freistil.

## Biathlon-Weltcup-Platzierungen
Die Tabelle zeigt alle Platzierungen (je nach Austragungsjahr einschließlich Olympische Spiele und Weltmeisterschaften).
- 1.–3. Platz: Anzahl der Podiumsplatzierungen
- Top 10: Anzahl der Platzierungen unter den ersten zehn (einschließlich Podium)
- Punkteränge: Anzahl der Platzierungen innerhalb der Punkteränge (einschließlich Podium und Top 10)
- Starts: Anzahl gelaufener Rennen in der jeweiligen Disziplin
- Staffel: inklusive Mixed- und Single-Mixed-Staffeln

| Platzierung         | Einzel | Sprint | Verfolgung | Massenstart | Staffel | Gesamt |
| ------------------- | ------ | ------ | ---------- | ----------- | ------- | ------ |
| 1. Platz            |        |        |            |             |         |        |
| 2. Platz            |        |        |            |             |         |        |
| 3. Platz            |        |        |            |             |         |        |
| Top 10              |        |        |            |             |         |        |
| Punkteränge         |        |        |            |             | 1       | 1      |
| Starts              |        | 1      |            |             | 1       | 2      |
| Stand: Karriereende |        |        |            |             |         |        |